# Andrew Tanenbaum
Pour les articles homonymes, voir Tanenbaum.
Andrew Stuart « Andy » Tanenbaum, né le 16 mars 1944 à New York, est un chercheur et enseignant en informatique.

## Biographie
Il naît à New York en 1944 et passe son enfance à White Plains, dans l'État de New York. Il obtient un bachelor's degree du Massachusetts Institute of Technology (MIT), puis son doctorat de l'université de Californie à Berkeley en 1971.
Il déménage ensuite aux Pays-Bas, la patrie de sa femme, tout en gardant sa citoyenneté américaine. Il est actuellement à la tête du département des systèmes informatiques de l'Université libre d'Amsterdam (Vrije Universiteit Amsterdam). Il y donne un enseignement axé notamment sur les systèmes d'exploitation.

## Publications
Il est réputé pour ses publications, dont les principales sont :
- Computer Networks , 6th ed (2019),  (ISBN 0132126958) (en français : Réseaux, 5e édition (août 2011))
- Distributed Systems: Principles and Paradigms, 2d ed (2007),  (ISBN 0132392275)
- Operating Systems: Design and Implementation, 3rd ed (2006),  (ISBN 0131429388) (en français : Les systèmes d'exploitation, Conception et mise en œuvre, 1re édition (1989))
- Modern Operating Systems, 5th ed (2022), (en français : Systèmes d'exploitation, 3e édition (septembre 2008))
- Structured Computer organization, 6th ed (2013),  (ISBN 0132916525) 6e édition (en français : Architecture de l'ordinateur, 5e édition(2005))

Chacun de ces livres décrit d'une façon très détaillée (de 600 à 1 000 pages) :
- les concepts et notions fondamentaux ;
- les problèmes classiques d'ingénierie informatique ;
- les différentes solutions possibles ;
- de nombreux schémas ;
- etc.

Chacun de ces livres représente l'une des principales « sommes » dans son domaine[réf. nécessaire].

## Systèmes d'exploitation
Andrew Tanenbaum a développé plusieurs systèmes d'exploitation :
- Globe ;
- Amoeba ;
- MINIX, qui est resté le plus célèbre de tous, en particulier pour être le système qui a participé à la « naissance » de Linux.

### Minix
Minix est un clone libre d'UNIX, créé dans l'optique de son enseignement. Celui-ci eut un certain succès dans le milieu des étudiants en informatique, car il était léger (une partition de 20 Mo suffit pour l'installer, ainsi que 512 Ko à 2 Mo de mémoire vive), facile à lire et à comprendre.
Le livre Operating Systems: Design and Implementation est accompagné du code source complet de Minix

### Minix et Linux

#### Les origines de Linux
Certains utilisateurs de Minix, qui l'appréciaient pour ses vertus pédagogiques, étaient insatisfaits pour d'autres raisons, et en particulier pour ses limitations techniques ; ces limitations étaient voulues, car Tanenbaum voulait que le code reste lisible, simple et élégant.
Cette insatisfaction fut pour Linus Torvalds, un étudiant finlandais, une incitation à développer un nouveau système d'exploitation, qu'il appela d'abord Freax, avant qu'il ne devienne Linux.

#### Le débat
Linus Torvalds avait lu et apprécié Operating Systems: Design and Implementation, mais leurs points de vue sur ce que doit être un système d'exploitation divergèrent totalement sur la question cruciale de la nature du noyau : monolithique ou micro-noyau. Andrew Tanenbaum déclara à maintes reprises que l'avenir des systèmes d'exploitation reposait sur le micronoyau, comme le Hurd ou Mach, et non sur un noyau monolithique comme Linux.

Un débat enflammé eut lieu, qui finit par s'apaiser. Aujourd'hui, Tanenbaum reconnaît sans rancœur les qualités de Linux, qu'il commente abondamment dans Systèmes d'exploitation. C'est également à partir de Linux qu'il définit son rôle indéniablement « historique » à un public qui ne le connaîtrait pas : 
« I wrote MINIX, the precursor to Linux. »
« J'ai écrit MINIX, le précurseur de Linux. »
Andrew Tanenbaum avait pourtant adressé à Linus Torvalds le 29 janvier 1992 sur le groupe de discussion Usenet comp.os.minix l'extrait suivant d'un article ayant comme sujet LINUX is obsolete :

« Je persiste à penser que concevoir un noyau monolithique en 1991 est une erreur fondamentale. Estime-toi heureux de ne pas être un de mes étudiants. Tu n'obtiendrais pas une bonne note pour une telle conception :-) »

« To me, writing a monolithic system in 1991 is a truly poor idea. »

## Autres activités

### Votemaster
En 2004, il crée Electoral-vote.com, un site web populaire analysant tous les sondages d'opinion disponibles pour l'élection présidentielle des États-Unis d'Amérique de 2004 afin de prévoir la composition du collège électoral des États-Unis.
Pendant la majorité de la campagne il garda son identité secrète sous le nom de « Votemaster », reconnaissant toutefois une préférence personnelle pour John Kerry. Ce n'est que le 1er novembre 2004, la veille de l'élection, qu'il la révéla, indiquant au passage ses motivations et ses compétences l'ayant amené à créer ce site.
En 2006, le site Electoral-vote.com est à nouveau utilisé pour les élections de mi-mandat pour le sénat et le parlement.

### Turtle F2F
Il est le codéveloppeur du logiciel Turtle F2F qui permet de communiquer anonymement de façon sécurisée, d'ami à ami.

## Récompenses
- Membre de l'Académie royale néerlandaise des arts et des sciences
- Prix de 2,5 millions d'euros donné par le Conseil européen de la recherche en 2008
- Doctorat honorifique de l'université Petru Maior, Targu Mures, Roumanie
- Doctorat honorifique de l'université polytechnique de Bucarest, Roumanie